# Вологодская иконопись

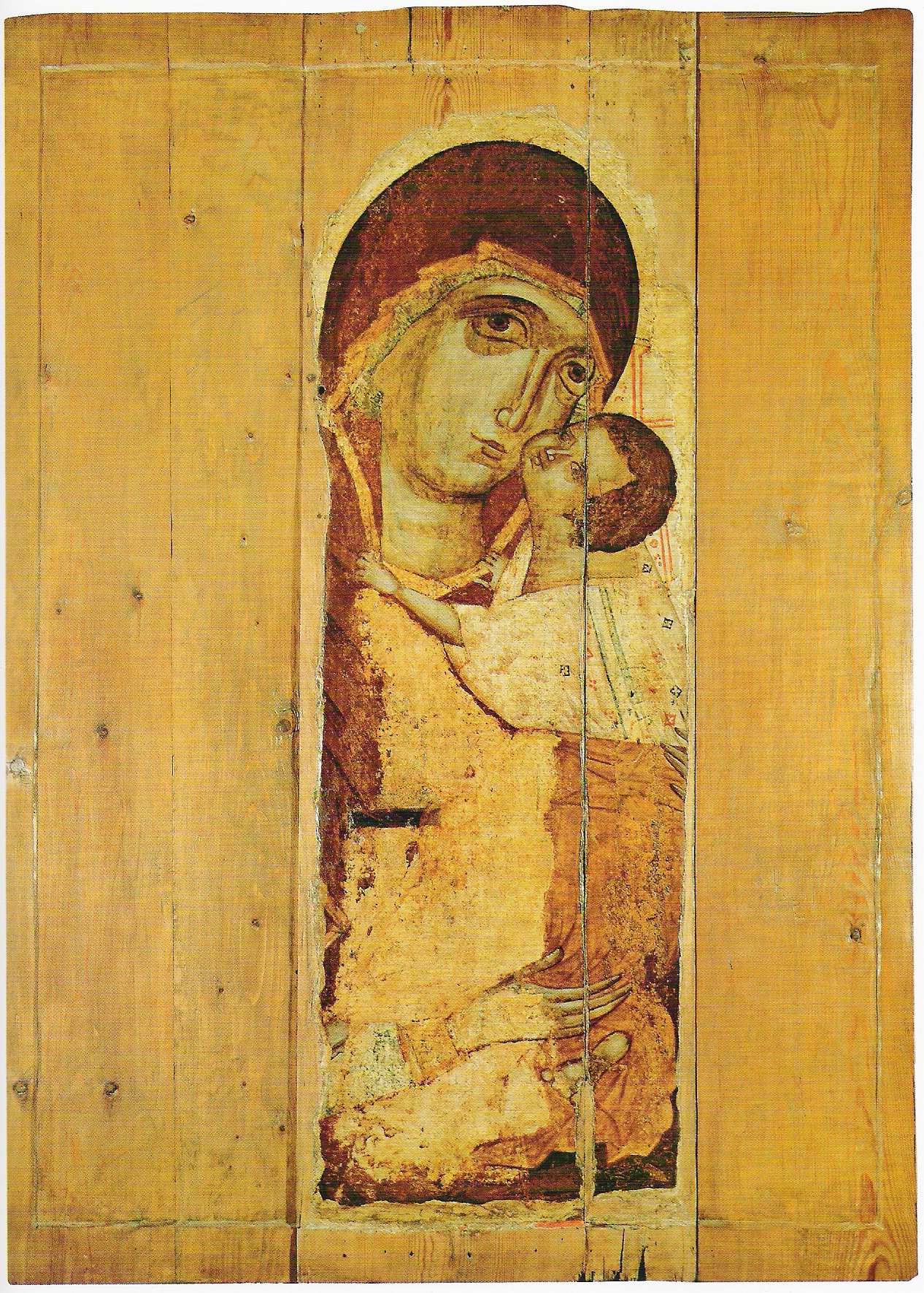
Богоматерь Умиление Подкубенская. 1-я треть XIV в., ВГИАХМЗ, Вологда

Волого́дская и́конопись — стиль и школа иконописи, сложившиеся в XIV—XVI веках в Вологде и на близлежащих территориях.
Вологодская иконопись формировалась как сплав новгородской, ростовской и тверской школ, позднее испытала сильнейшее влияние московской школы. Расцвет и наиболее самостоятельный период существования вологодской школы иконописи пришёлся на XV век.

## История

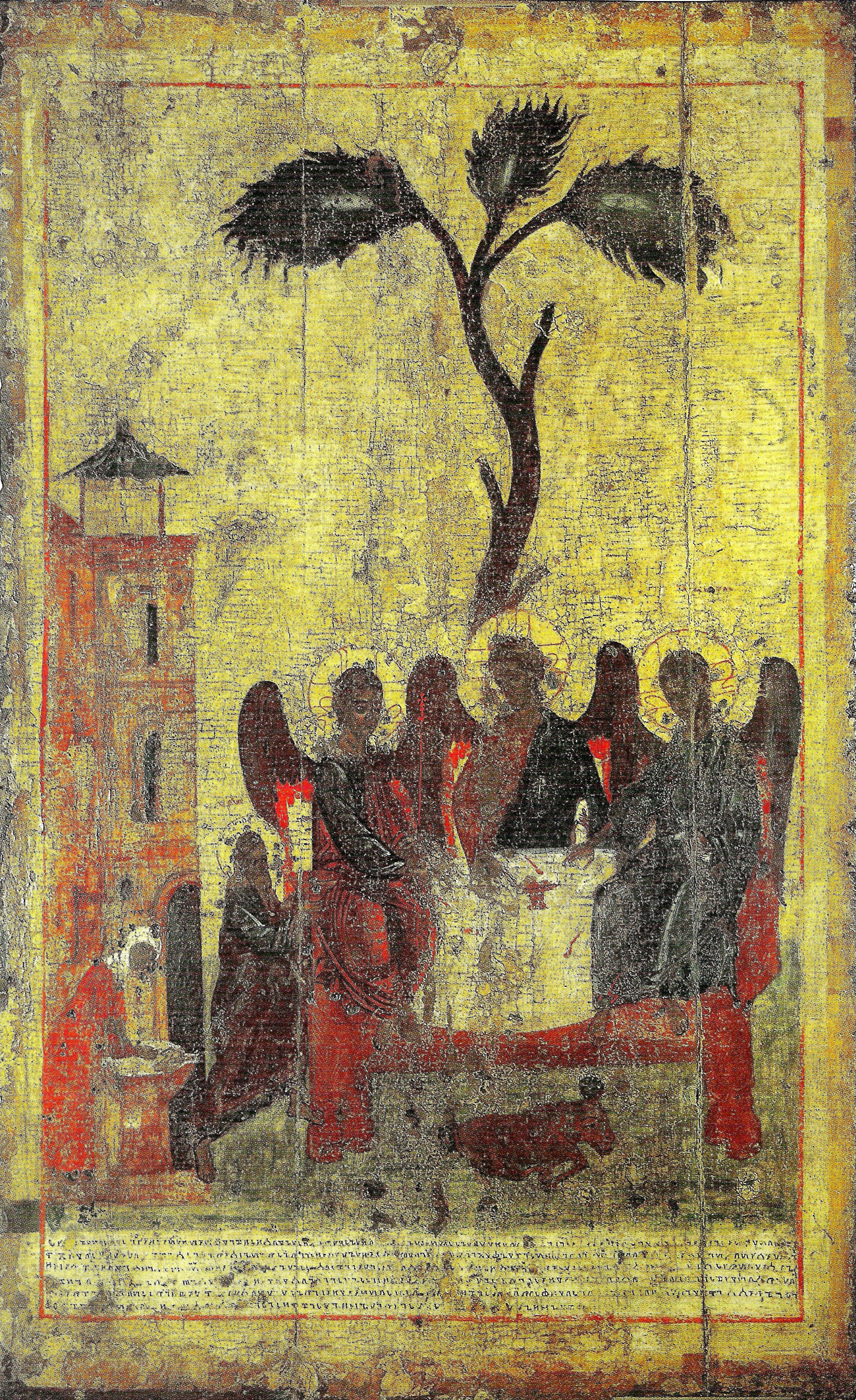
Зырянская Троица. Свт. Стефан Пермский? 1379—1400 г., ВГИАХМЗ, Вологда

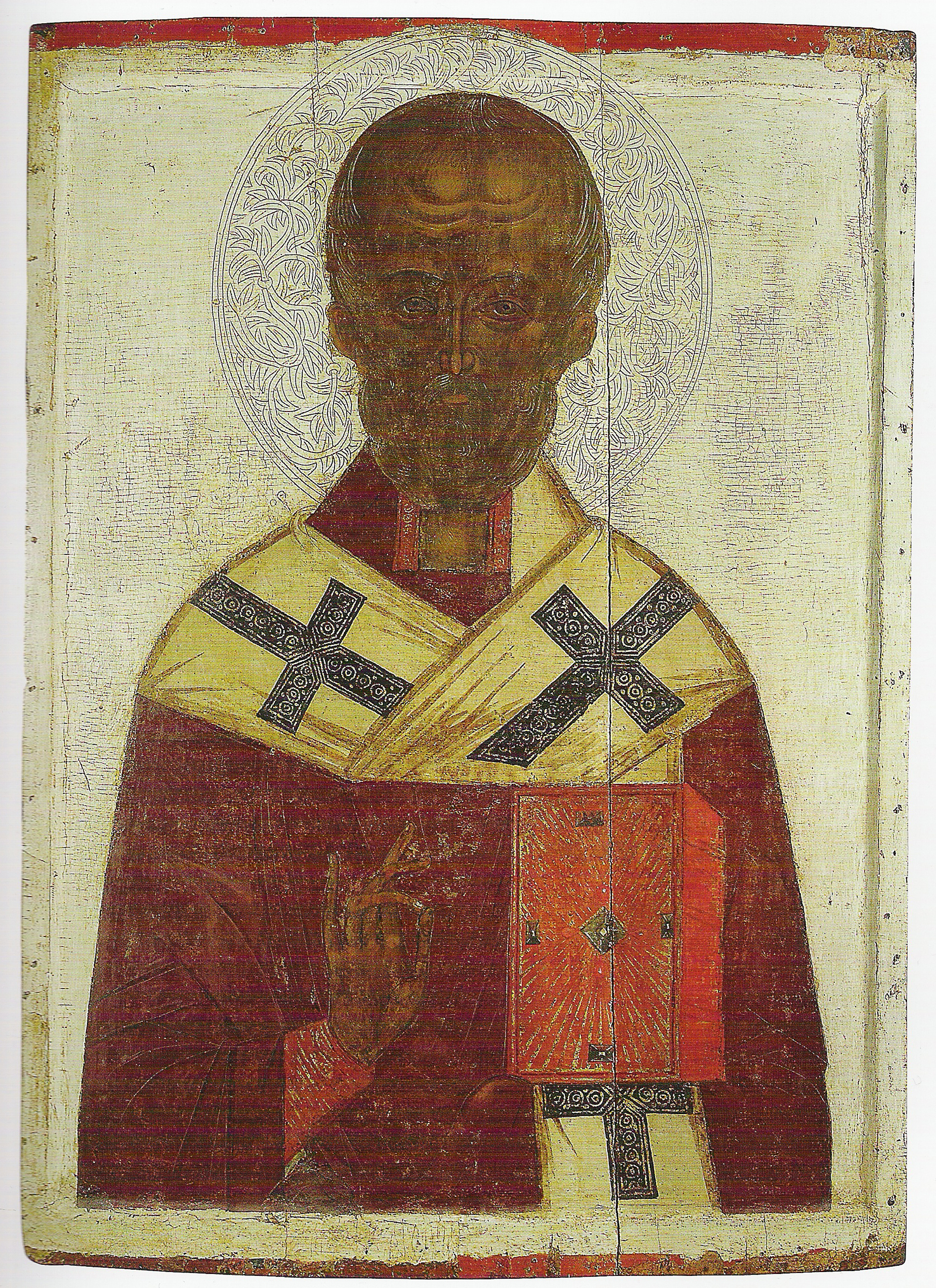
Святитель Николай Чудотворец. Икона 1-й половины XV в., ВГИАХМЗ, Вологда

Время возникновения иконописной культуры на Вологодчине достоверно не установлено и определяется в интервале XIII—XV веков. Первые храмы здесь появились в XII веке, однако об их художественном оформлении известно мало. Огромная территория, включающая современные Вологодскую область, а также земли, в настоящее время относящиеся к Архангельской области, Пермскому краю, Республике Коми, в XII—XIV веках подвергалась интенсивной колонизации и христианизации как с запада (Новгородская республика), так и с юга (Ростовское княжество), испытывая различные культурные влияния.
К первой трети XIII века относится написание древнейших икон Русского Севера — Богоматери Умиление Белозерской и Петра и Павла (Великий Новгород). Памятники XIII—XV веков, происходящие из древних новгородских «волостей» — Обонежья, Ваги, Вологды, обнаруживают связь с новгородской иконописной школой, например, Богоматерь Одигидрия из Входоиерусалимской церкви в Каргополе, деисусный чин собора Покровского Глушицкого монастыря. Влияние новгородской школы сохранялось и позднее. Икона Николая Чудотворца из церкви Константина и Елены первой половины XV века, вероятно написана местным мастером, находящимся под влиянием новгородской школы, а также усвоившим некоторые приёмы ростовских иконописцев.
Древнейшая вологодская икона «Богоматерь Умиление Подкубенская», по-видимому, была написана в первой трети XIV века.
Другим важнейшим источником вологодской иконописной культуры являлись ростовской земли. В XIV веке к Ростовской епископии относились храмы Заозерья, в поселениях на берегах Шексны и нижней Сухоны. Вологодские иконы конца XIV — начала XV веков наиболее напоминают среднерусские памятники византийской ориентации, примерами могут служить Троица Зырянская, Житийная икона мучеников Косьмы и Дамиана.
В XV—XVI веках формируется местная вологодская школа, при этом внутри него выделяется «столичное» течение, ориентирующееся на московские образцы, и более простое «народное».
На рубеже XV—XVI веков вологодская иконописная школа испытывает сильнейшее влияние московской, что было связано с вхождением в 1482 году Вологды и земель Вологодского княжества в состав Великого княжества Московского. Среди примеров произведений этого периода — иконостас Успенского собора Кирилло-Белозерского монастыря, иконы Дионисия и иконописцев его мастерской для Павло-Обнорского и Ферапонтова монастырей, иконы «Успение Богоматери» и «Вознесение — Сошествие во ад» из Успенского собора Горне-Успенского монастыря в Вологде, обе XVI века, и обе, вероятно, имеют вологодское происхождение. Икона Успения определённо несёт черты народности.

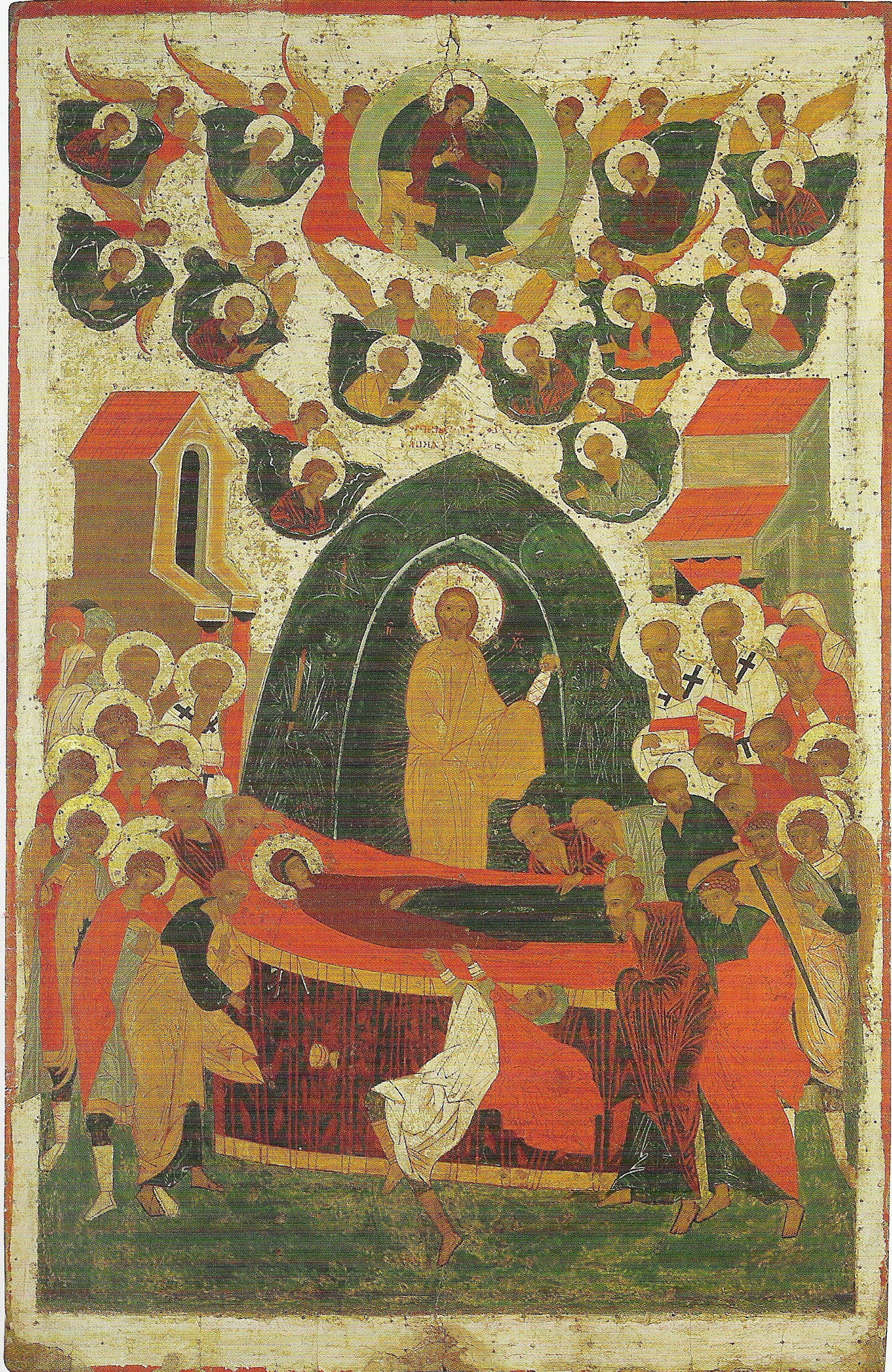
Успение Богоматери. Первая четверть XVI века. ВГИАХМЗ, Вологда
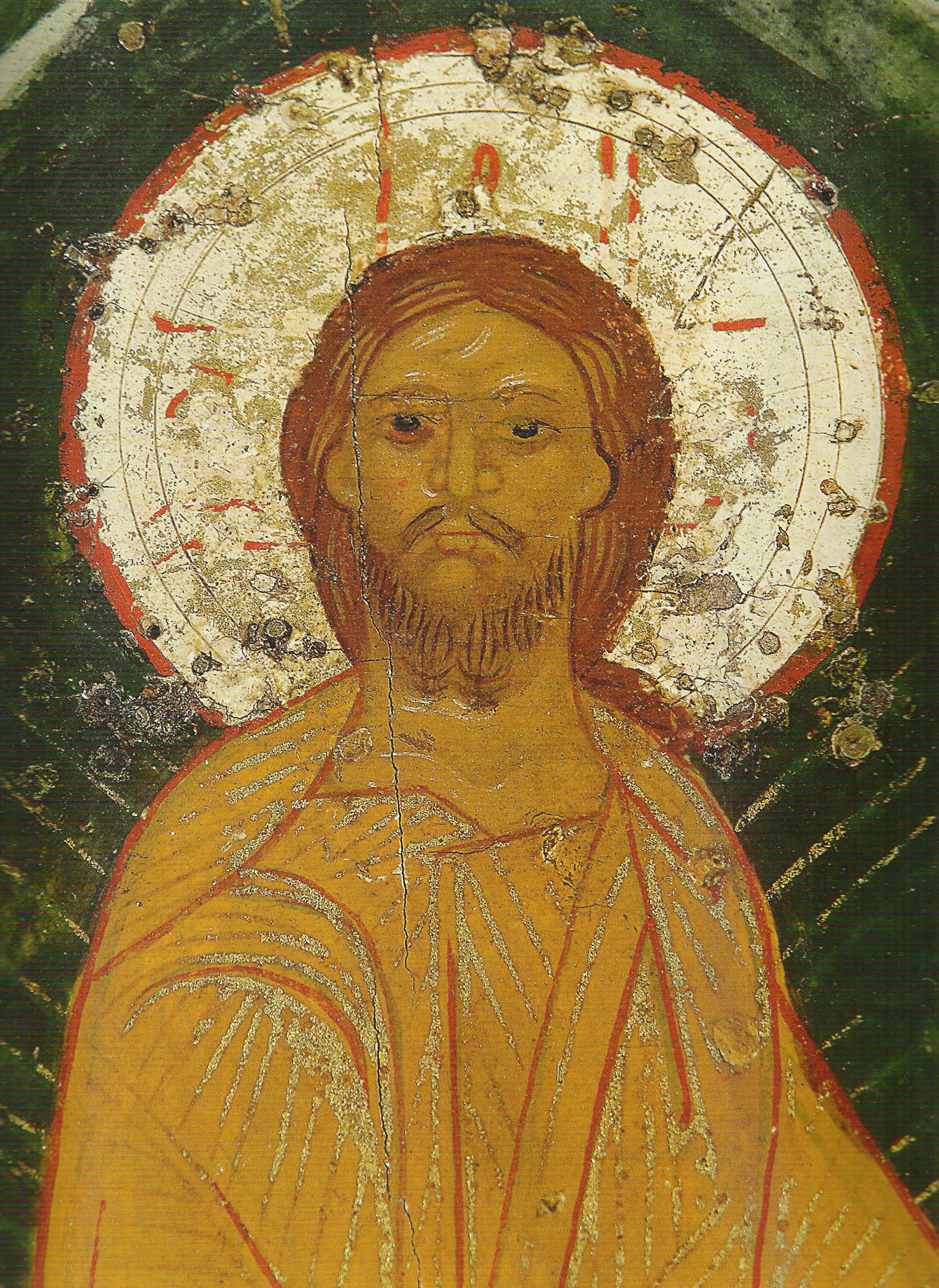
Успение Богоматери, фрагмент: Иисус. 1-я четверть XVI в. ВГИАХМЗ, Вологда
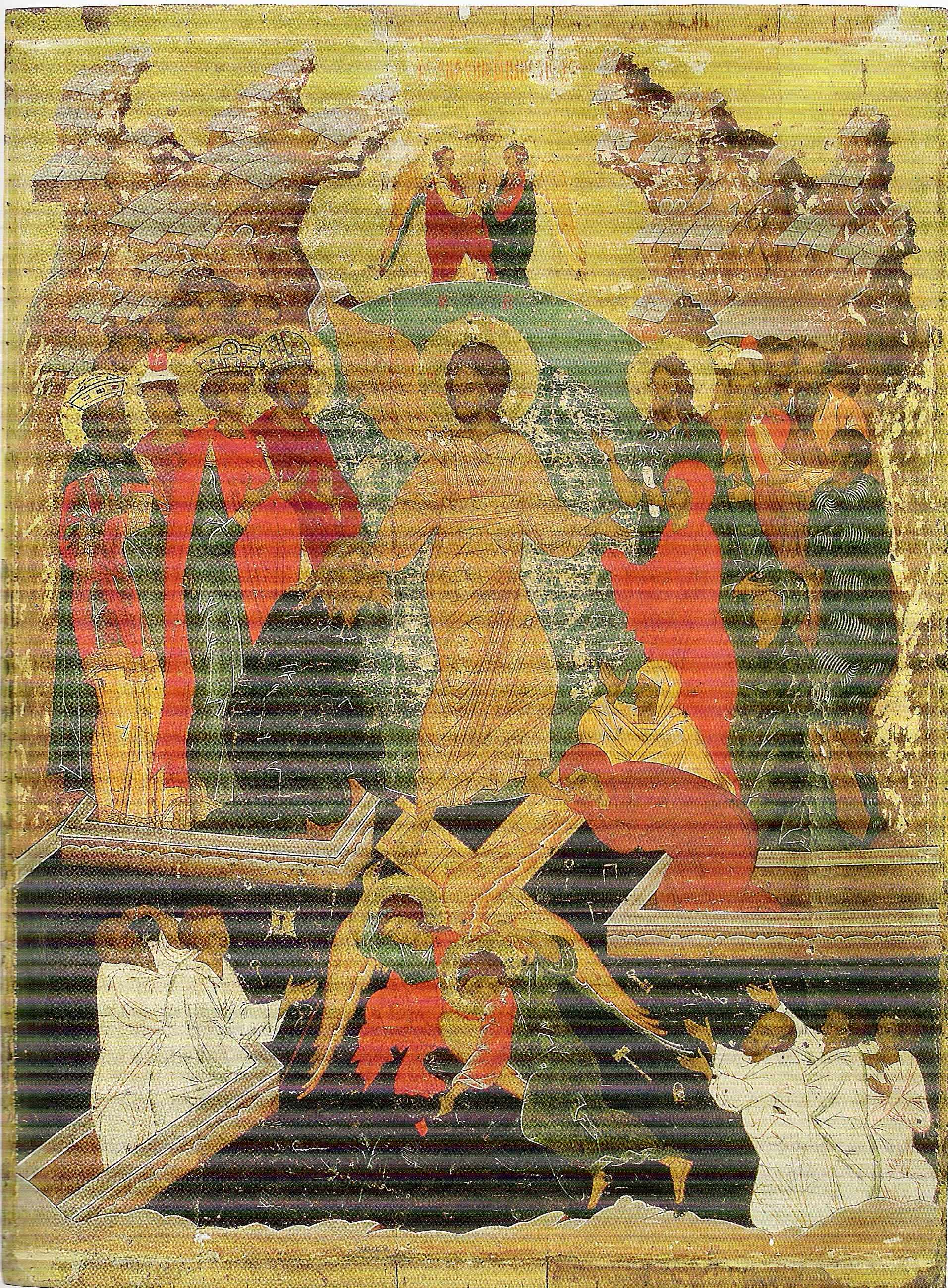
Вознесение — Сошествие во ад. 2-я четверть XVI в. ВГИАХМЗ, Вологда
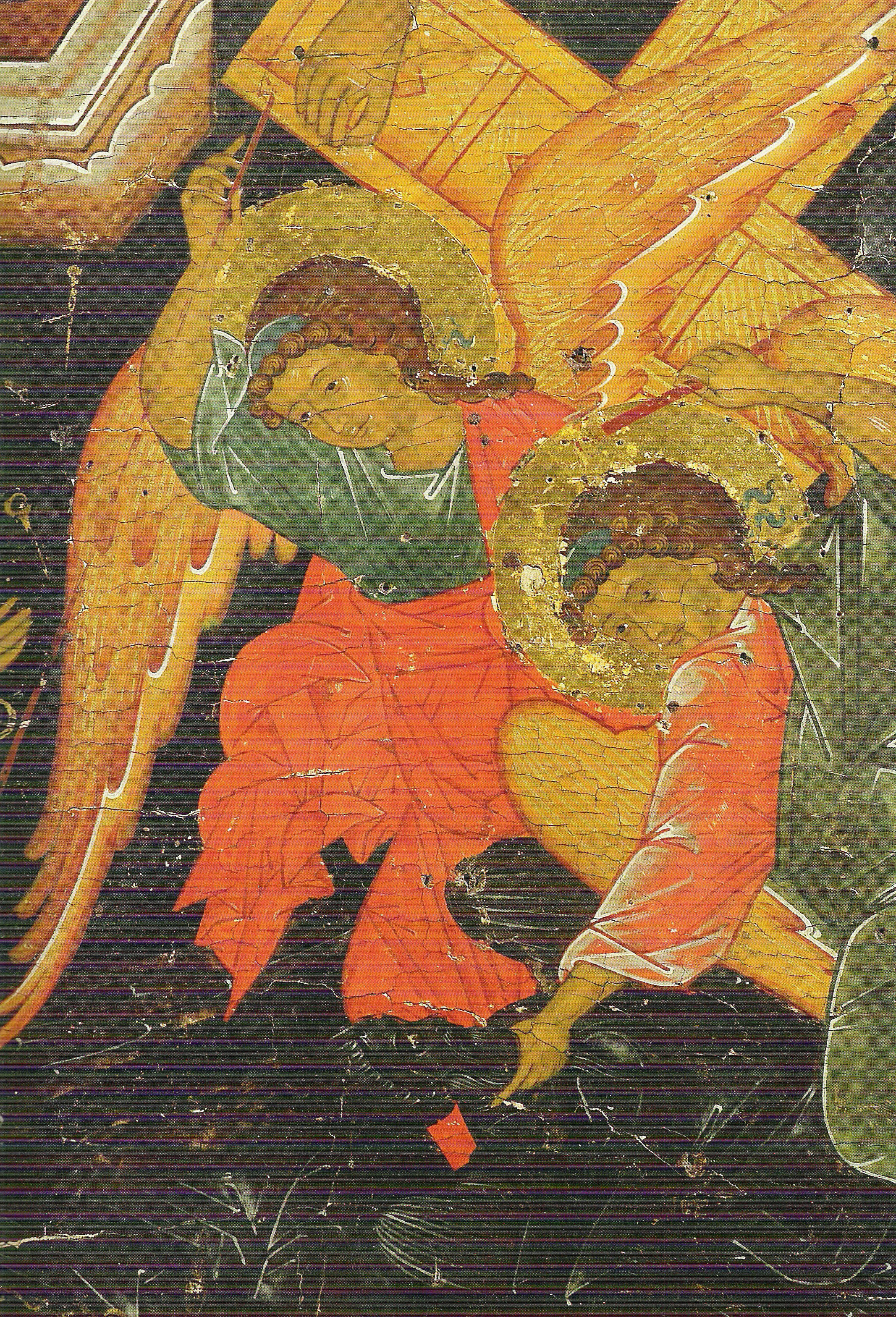
Вознесение — Сошествие во ад, фрагмент: ангелы. 2-я четверть XVI в. ВГИАХМЗ, Вологда

К середине XVI века Вологда становится одним из крупнейших русских городов, процветающим торговым центром, и фактически — главным городом Великопермской епархии с активным храмовым строительством. Вологодская иконопись достигает своего расцвета. Окончательно оформляется своеобразный вологодский стиль письма.
Активное строительство церквей в Вологде, которых к концу XVII века насчитывается более 50, способствует развитию иконописания и совершенствованию мастерства иконописцев, формируются династии изографов, в городе возникает Иконная улица.

## Стиль (письмо)

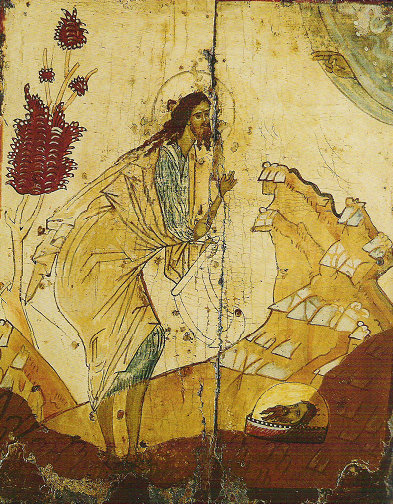
Иоанн Предтеча в пустыне. Икона из Успенской Семигородской пустыни Кадниковского уезда. Конец XV — начало XVI в. ВГИАХМЗ, Вологда

Утончённость и классическая правильность рисунка, изысканность колористического решения обнаруживают связь с московскими художественными традициями дионисиевского времени и первых десятилетий XVI века, а также с местными произведениями этой эпохи — иконами праздничного чина из собраний А. В. Морозова, И. С. Остроухова и Б. Ханенко, которые, очевидно, были написаны в Вологде. Вместе с тем преобладание холодных, высветленных, чуть блеклых тонов в одеждах и архитектурных деталях, связанное, вероятно, с использованием местных пигментов, придаёт этим иконам неповторимый, легко узнаваемый облик. Столь же узнаваемы яркое золото фонов и преобладающий фон личного письма — плотная золотистая охра, заметно отличающаяся по оттенку от той, что использовалась в московской и новгородской иконописи XVI столетия. Своеобразие вологодских памятников проявлялось и в сохранении свободного, подвижного рисунка и тонких, полупрозрачных слоёв краски в доличном письме, которые были характерны для местной живописи более раннего времени.

## Основные центры иконописи и художественной культуры
- Устюжна
- Череповецкий Воскресенский монастырь
- Белоозеро
- Кирилло-Белозерский монастырь
- Холмогоры
- Вологда
- Тотьма
- Великий Устюг
- Сольвычегодск

### Строгановская школа иконописи
Новгородские купцы Строгановы были вынуждены переселиться в Соль Вычегодскую после падения Великого Новгорода и подчинения его Москве Иваном Грозным в XVI веке. Строгановская школа иконописи возникла на основе новгородских и местных сольвычегодских традиций, которые впоследствии были серьёзным образом переработаны под влиянием московской иконописной школы. Строгановы не только организовали иконописную мастерскую и набрали изографов (конец XVI века), но и определяли стиль, в котором работали мастера. Некоторые представители семьи Строгановых сами занимались иконописанием. В период расцвета школы в XVII веке большинство иконописцев были московскими, иконы писались по заказу Строгановых в Москве. Подражание «строгановскому письму» имело место в XVIII веке.

## Вологодские иконописцы

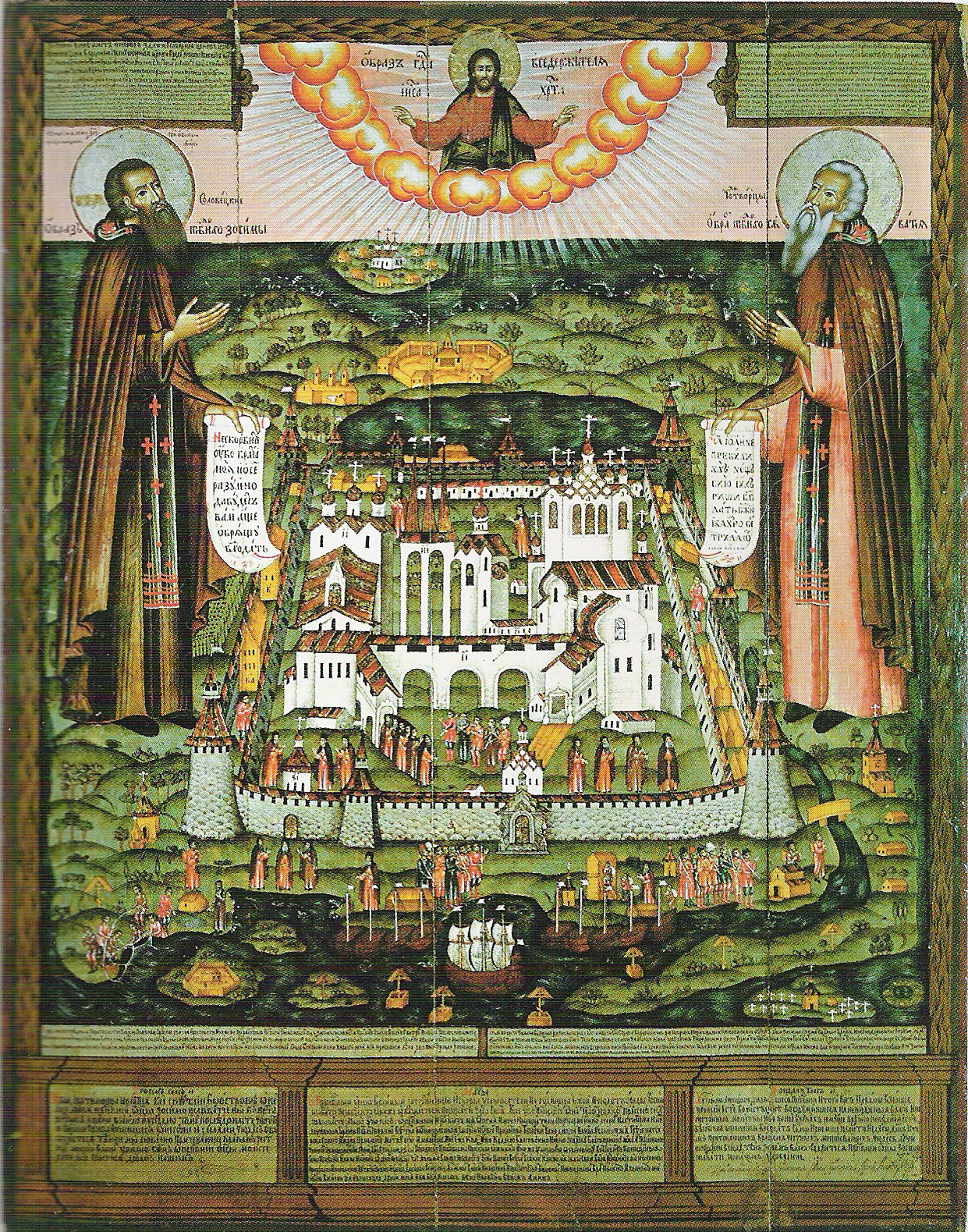
Преподобные Зосима и Савватий Соловецкие. Икона работы Ивана Григорьева Маркова, 1709 г. ВГИАХМЗ, Вологда

- Дионисий Глушицкий — первый из известных иконописцев Вологодского края. Письму Дионисия приписывают ряд известных икон, в частности, образы Кирилла Белозерского (икона из Успенского собора Кирилло-Белозерского монастыря, сейчас в Государственной Третьяковской галерее, Москва); образ Павла Обнорского (аналойная икона Павло-Обнорского монастыря), житийная икона Димитрия Прилуцкого (из Спасо-Прилуцкого монастыря, сейчас в экспозиции Вологодского государственного историко-архитектурного и художественного музея-заповедника); икона Успения Богоматери из Кирилло-Белозерского монастыря.
- Стефан Пермский
- Иван Григорьев Марков

## Местные святые в вологодской иконографии
Вологодские святые — один из популярных сюжетов вологодской иконописи.

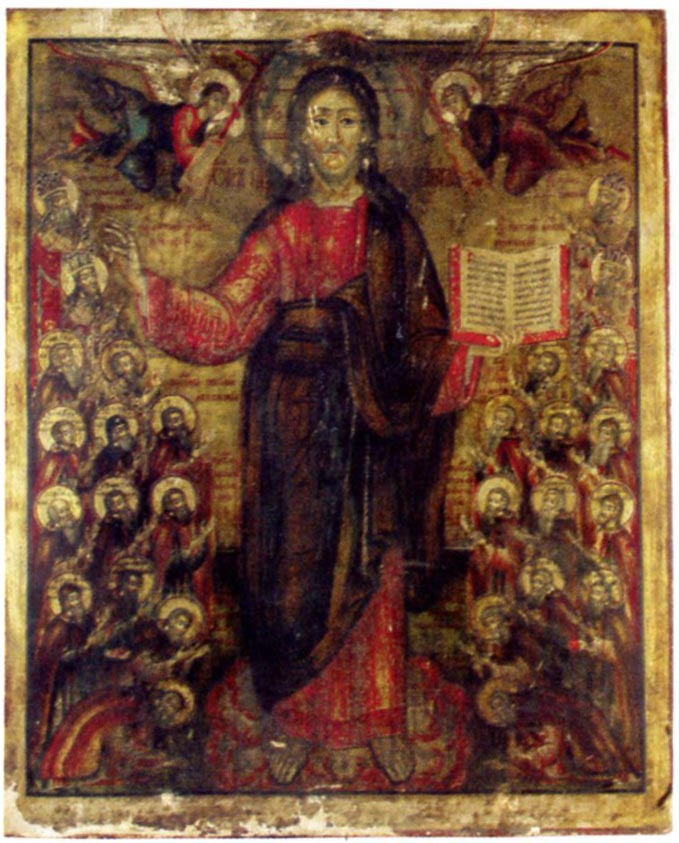
Господь Вседержитель с предстоящими вологодскими святыми. XVIII век. ВГИАХМЗ, Вологда
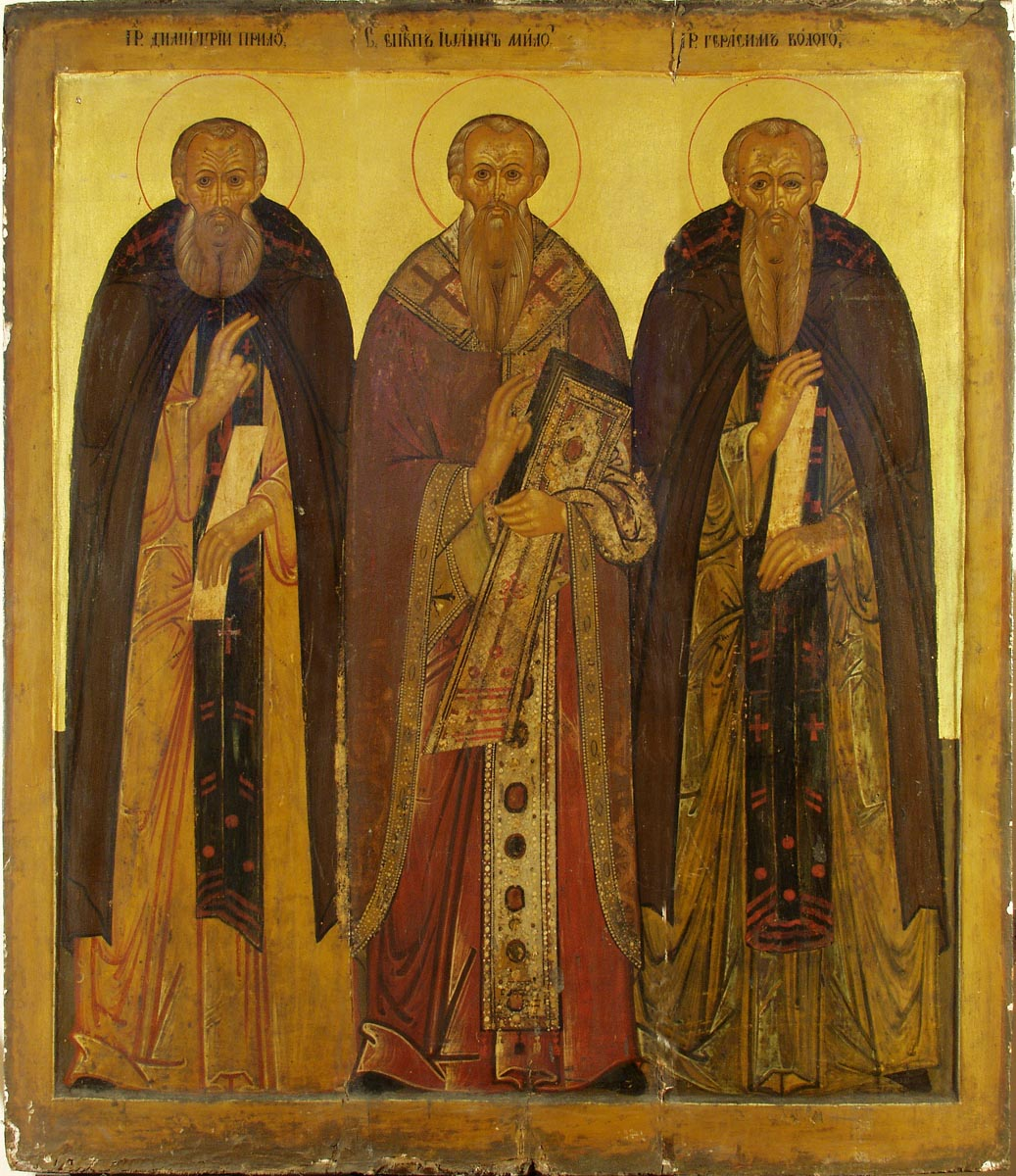
Святитель Иоанн Милостивый (Патриарх Александрийский), преподобные Димитрий Прилуцкий, Герасим Вологодский. XVII век. Вологда
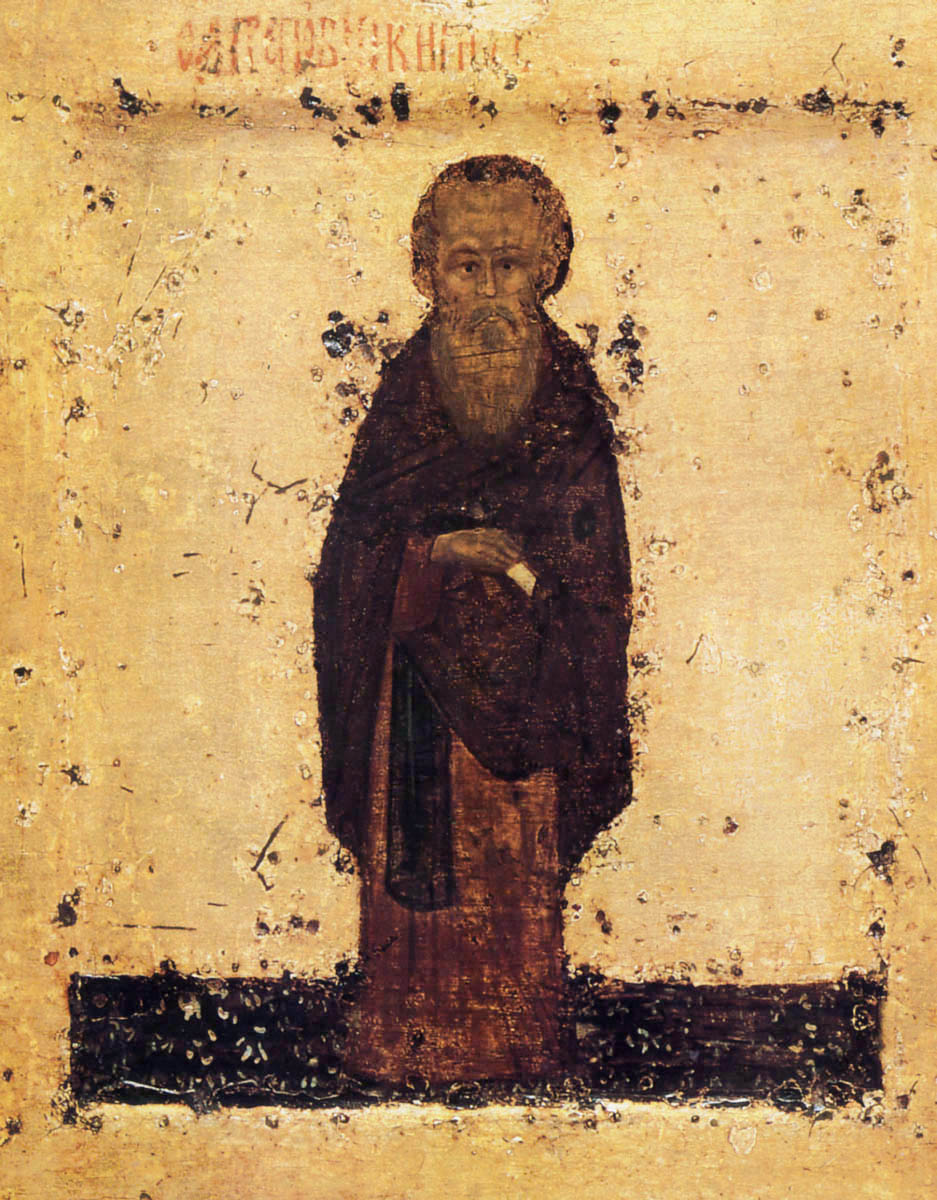
Преподобный Кирилл Белозерский. Икона из Успенского собора Кирилло-Белозерского монастыря, XV век. По преданию, написана преподобным Дионисием Глушицким. ГТГ, Москва
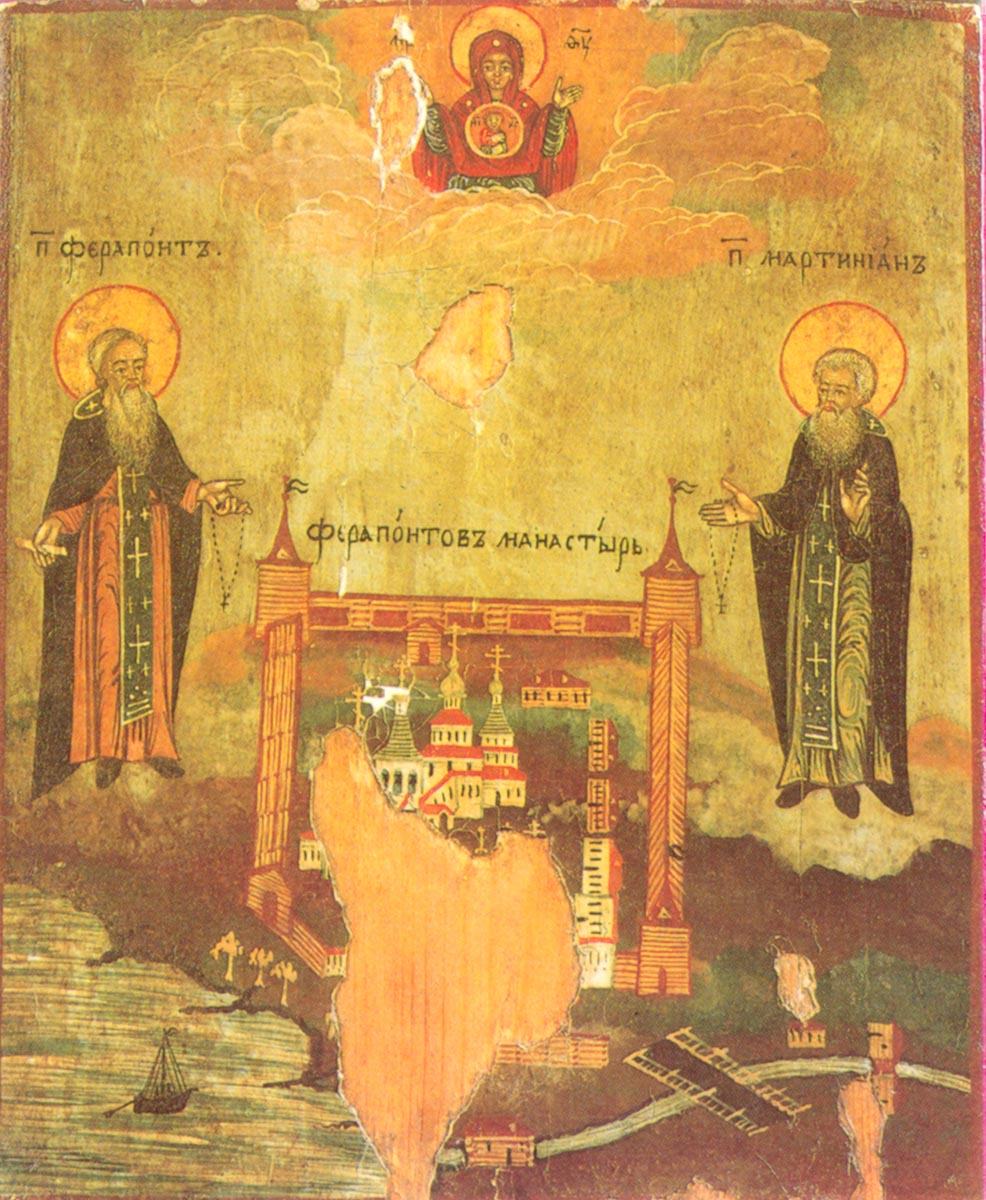
Преподобные Ферапонт и Мартиниан Белозерские. XVIII век. КБИАХМЗ. Кириллов
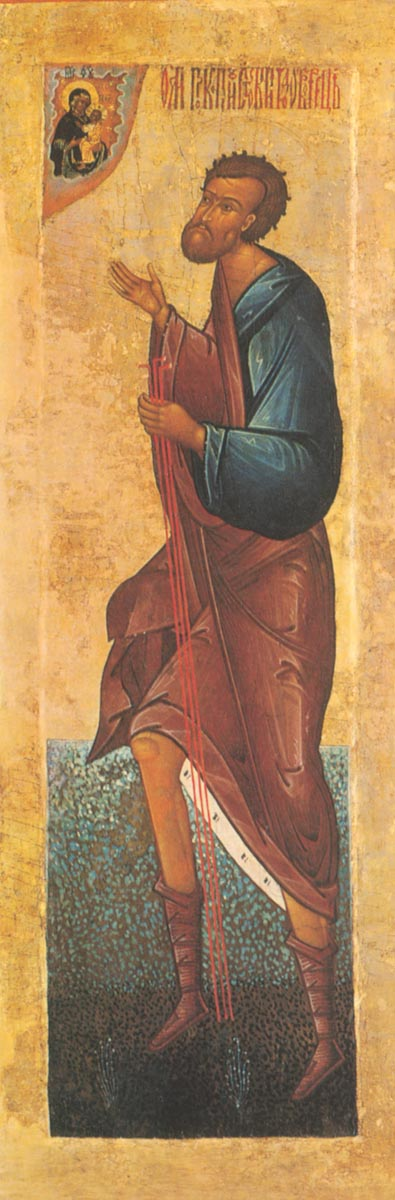
Святой Прокопий Устюжский. XVI век. Сольвычегодск
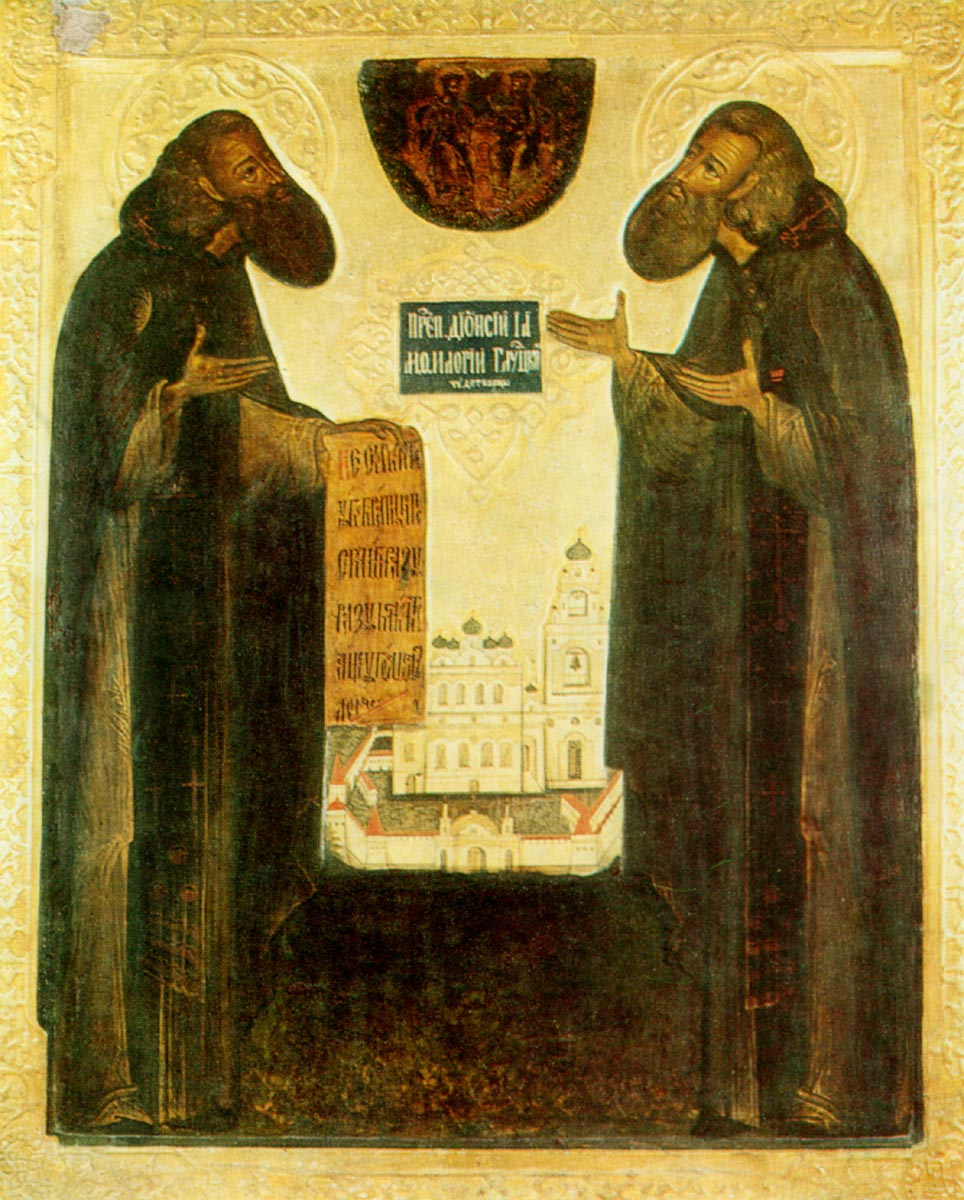
Преподобные Дионисий и Амфилохий Глушицкие. XIX век. Вологда
Святитель Стефан Пермский. Шитая пелена. Сольвычегодск. Вклад Г. Д. Строганова в Нижегородский Преображенский собор. 1650—1660 годы. С 1924 года в Нижегородском Государственном Историко-архитектурном музее.
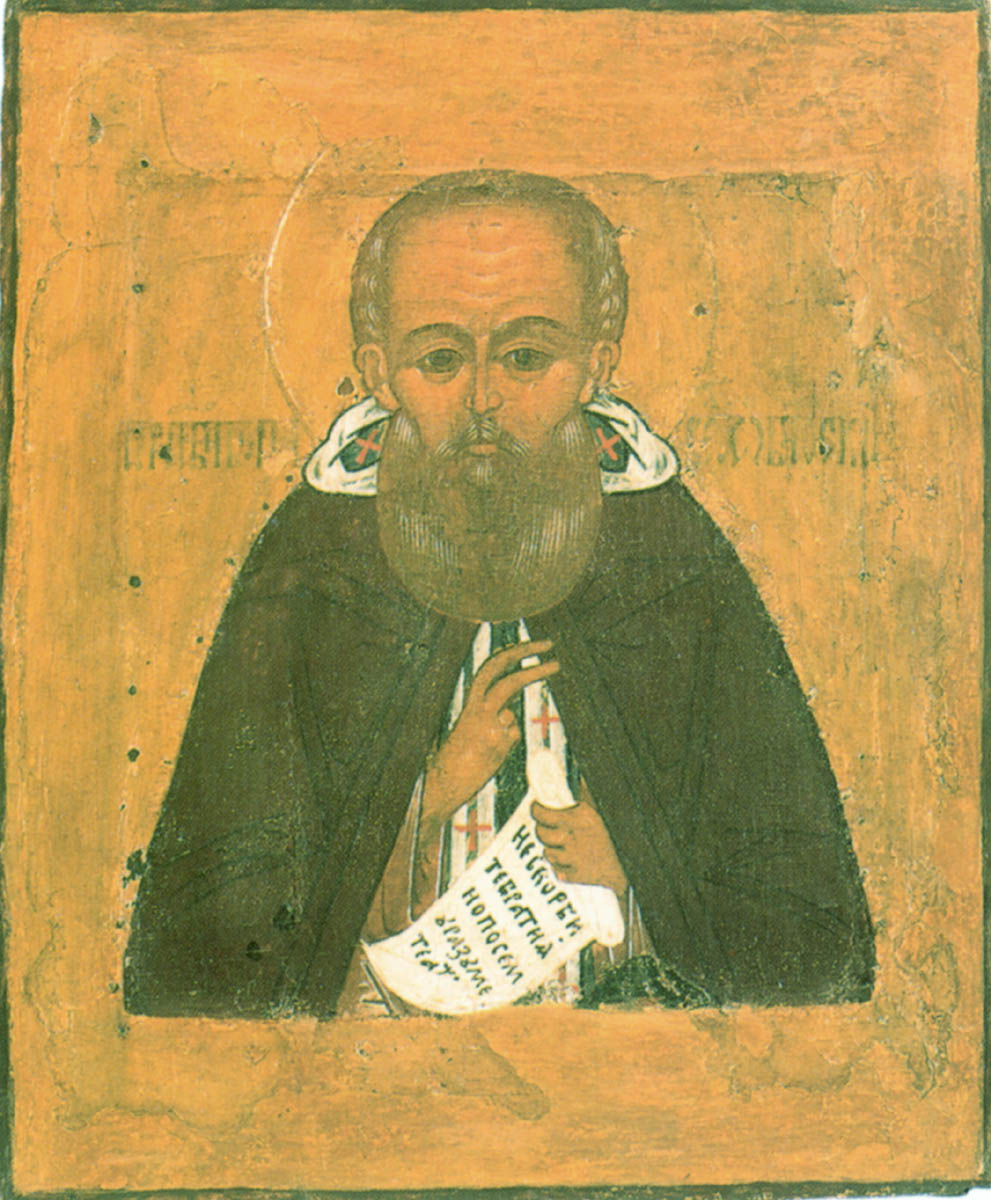
Преподобный Павел Обнорский. Икона из Кирилло-Белозерского монастыря, XVII век. КБИАХМЗ. Кириллов

## Выдающиеся памятники
- Богоматерь Умиление Подкубенская (икона из Воскресенской Кубеноозерской церкви Вологодского уезда; сейчас в ВГИАХМЗ, Вологда)
- Иоанн Предтеча в пустыне (икона из Успенской Семигородней пустыни Кадниковского уезда; сейчас в ВГИАХМЗ, Вологда)
- Троица Зырянская (икона из Троицкой церкви погоста Вожема Яренского уезда Вологодской губернии; сейчас в ВГИАХМЗ, Вологда)
- Святитель Николай Чудотворец (икона из Леонтьевской церкви в Вологде; сейчас в ВГИАХМЗ, Вологда)
- Распятие (икона Дионисия из Троицкого собора Павлово-Обнорского монастыря; сейчас в ГТГ, Москва)
- Богоматерь Одигитрия (икона Дионисия из церкви Рождества Богородицы Ферапонтова монастыря; сейчас — в ГРМ, Санкт-Петербург)

## Основные собрания
- Вологодский государственный историко-архитектурный и художественный музей-заповедник
- Вологодская областная картинная галерея
- Государственная Третьяковская галерея
- Государственный Русский музей[7]
- Кирилло-Белозерский музей «Церковное искусство XV—XIX веков» в трапезной палате при церкви Введения Кирилло-Белозерского монастыря[8]